# Jumpstyle

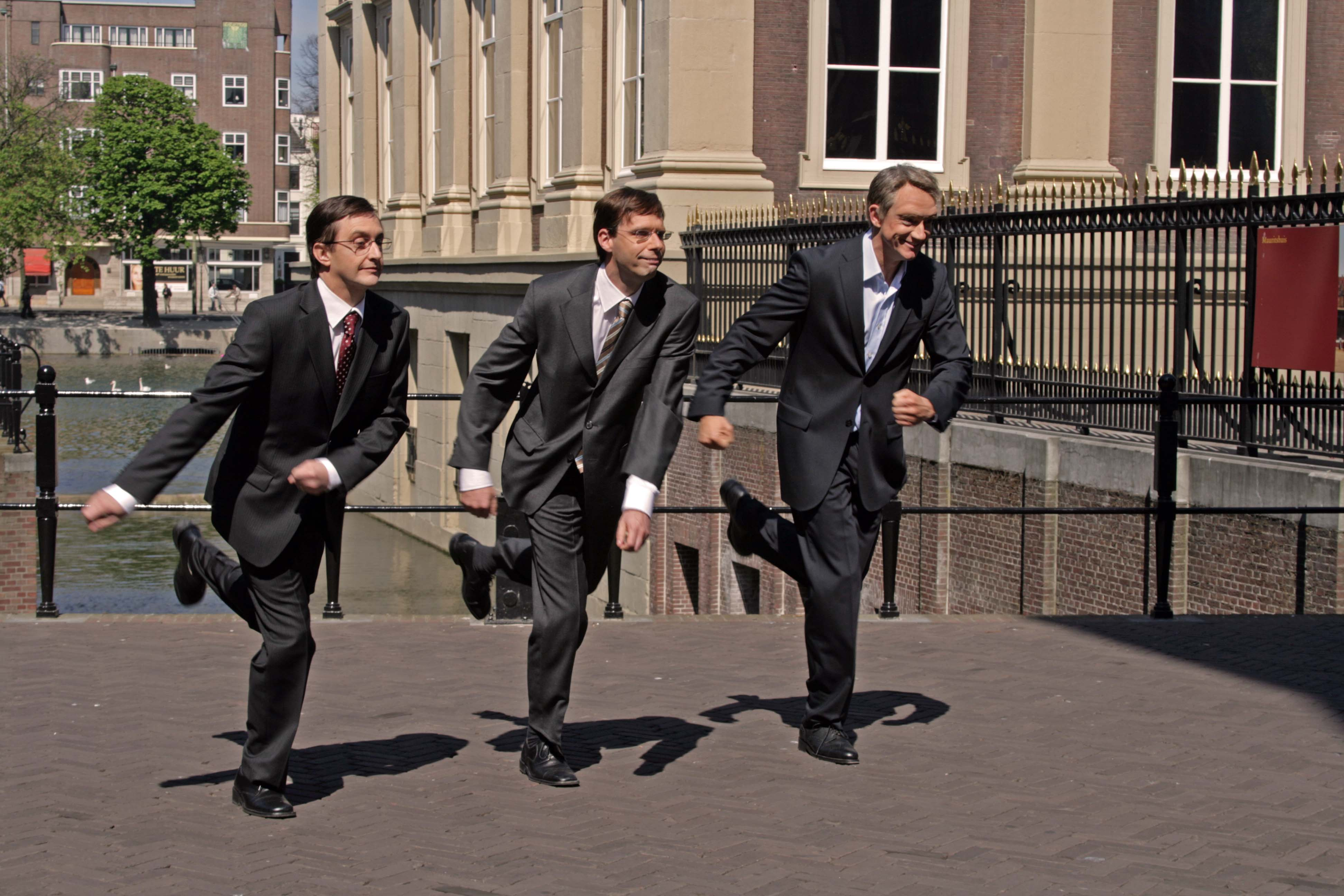
Una parodia televisiva con tre ministri che ballano la Jumpstyle

Il Jumpstyle, o più comunemente detto jump, è uno stile di ballo collettivo, ma praticabile anche individualmente.
Viene chiamato anche Jumpen (dall'inglese Jump e la desinenza olandese -en, con significato "saltare"). È un ballo essenzialmente basato su salti e movimenti delle gambe a ritmo della musica, e i coreografi si chiamano "Jumper".

## Origini
Il jumpstyle nasce nei club musicali olandesi e belgi agli inizi degli anni 2000 come fenomeno di ballo alternativo all'hardcore e hakken. Da lì a poco molti DJ come DJ Cerla cominciarono a produrre musica adatta a questo stile.
Successivamente il genere si diffuse verso gli altri paesi europei, come la Gran Bretagna, l'Italia e la Francia. Ancora più tardi si diffuse in America, negli Stati Uniti.
Oggi il jumpstyle si avvale di quattro correnti musicali: il filone "originale", proveniente dall'hardcore e precisamente dall' oldschool e il nu-style, il filone trance-hardjump, tipico delle produzioni di Vorwerk che si caratterizza dalla presenza di melodie più elaborate, il filone hardhouse, di cui sono esponenti ad esempio i Looney Tunez, Playboyz e Chicago Zone e l'ultimo nato, che ha iniziato a formarsi nel 2007, il filone happy hardcore, con una cassa meno evidente e melodie più allegre , promosso da artisti come gli Scooter, Patrick Jumpen e le ultime produzioni di Jeckyll & Hyde (progetto di Ruthless & Vorwerk), per non parlare degli Italobrothers, progetto "Tech trance" e "Jump up". Infine, degni di nota sono Teka B, Mark With A K e gli RVB (Russian Village Boys), che producono un sottogenere detto Jumptek/Tekstyle.

## Caratteristiche
Il ballo è caratterizzato da movimenti ritmici da eseguire velocemente con le sole gambe, muovendo le braccia solo per mantenere l'equilibrio. Per essere praticato adeguatamente richiede una buona agilità, allenamento e buona resistenza.
L'hardjump, essendo uno stile più complesso e ricco di evoluzioni, richiede una grande concentrazione e coordinazione.
La musica è composta da una cassa ritmica caratterizzata dalla forma quadra dell'onda sonora che ha lo scopo di stabilire il tempo e il ritmo del ballo. è affiancata da clap semplici ma veloci. La velocità è normalmente compresa fra i 140 BPM e i 150 BPM.
Spesso accompagnato con un VOCAL.
Analizzando una comunissima traccia jumpstyle possiamo notare che questa è formata principalmente da tre parti, nell'ordine:
- Parte iniziale, quella in cui normalmente non vi è la melodia, ma solamente i battiti della drum machine e dove il jumper non balla.
- Parte centrale, il cuore della canzone, dove la melodia che contraddistingue questo genere viene legata ai battiti e dove il jumper si esibisce nel suo ballo.
- Parte finale, questo segmento è caratterizzato, invece, dal progressivo abbassamento di volume della melodia, per tornare come nella prima parte della traccia ad avere i soli battiti.

## Stili
Il jumpstyle ha un suo modo di essere eseguito e i seguenti sono gli stili principali:
- Oldskool / Belgian jump: è basato sul primo movimento che veniva usato nella danza chiamata skieën, più tardi la routine di ballo standard divenne la combinazione di calci in avanti e indietro con entrambe le gambe a ritmo dei bassi, uniformemente più tardi certi movimenti divennero una rotazione.

- French jump: questa è una difficile variante del normale jump che si basa sul muoversi in un quadrato come routine. Più tardi i movimenti della oldskool si sono fusi con questo stile e la gente ora lo chiama hardjump.

- Hardjump: Il più famoso modo, dove i passi di base consistono in un movimento in avanti e indietro con entrambi i piedi ed il jumper deve picchiare forte con i piedi al suolo. Questo genere, ormai il più diffuso, soprattutto tra i jumper con una certa esperienza, prevede una musica con bassi molto forti come l'Hardstyle.

- Sidejump / Ownstyle : stile inventato e presentato da JumpingJob (nome d'arte) in un video, che consiste in una variante in cui la Starstyle ed il Freestyle Hardjump si mischiano in movimenti quasi totalmente laterali. È stato successivamente sviluppato da altri coreografi di origine russa.

- Tekstyle: In questo stile il jumper è libero di compiere qualsiasi movimento, senza nessuna linea da seguire. Inoltre è possibile inserire altri passi di generi più moderni, inclusa la Break dance.